# Mogadouro
Mogadouro – miejscowość w Portugalii, leżąca w dystrykcie Bragança, w regionie Północ w podregionie Alto Trás-os-Montes. Miejscowość jest siedzibą gminy o tej samej nazwie.

## Demografia
| Liczba ludności gminy Mogadouro (1801–2011) | Liczba ludności gminy Mogadouro (1801–2011) | Liczba ludności gminy Mogadouro (1801–2011) | Liczba ludności gminy Mogadouro (1801–2011) | Liczba ludności gminy Mogadouro (1801–2011) | Liczba ludności gminy Mogadouro (1801–2011) | Liczba ludności gminy Mogadouro (1801–2011) | Liczba ludności gminy Mogadouro (1801–2011) | Liczba ludności gminy Mogadouro (1801–2011) | Liczba ludności gminy Mogadouro (1801–2011) |
| ------------------------------------------- | ------------------------------------------- | ------------------------------------------- | ------------------------------------------- | ------------------------------------------- | ------------------------------------------- | ------------------------------------------- | ------------------------------------------- | ------------------------------------------- | ------------------------------------------- |
| 1801                                        | 1849                                        | 1900                                        | 1930                                        | 1960                                        | 1981                                        | 1991                                        | 2001                                        | 2004                                        | 2011                                        |
| 6 193                                       | 10 607                                      | 17 558                                      | 16 739                                      | 19 571                                      | 15 340                                      | 12 188                                      | 11 235                                      | 10 792                                      | 9 542                                       |

## Sołectwa
Sołectwa gminy Mogadouro (ludność wg stanu na 2011 r.):
- Azinhoso – 307 osób
- Bemposta – 602 osoby
- Bruçó – 211 osób
- Brunhoso – 216 osób
- Brunhozinho – 86 osób
- Castanheira – 77 osób
- Castelo Branco – 449 osób
- Castro Vicente – 337 osób
- Meirinhos – 287 osób
- Mogadouro – 3549 osób
- Paradela – 156 osób
- Penas Róias – 382 osoby
- Peredo da Bemposta – 188 osób
- Remondes – 212 osób
- Saldanha – 165 osób
- Sanhoane – 126 osób
- São Martinho do Peso – 355 osób
- Soutelo – 129 osób
- Tó – 154 osoby
- Travanca – 172 osoby
- Urrós – 318 osób
- Vale da Madre – 156 osób
- Vale de Porco – 133 osoby
- Valverde – 133 osoby
- Ventozelo – 146 osób
- Vila de Ala – 234 osoby
- Vilar de Rei – 72 osoby
- Vilarinho dos Galegos – 190 osób